# ヴァンダル人

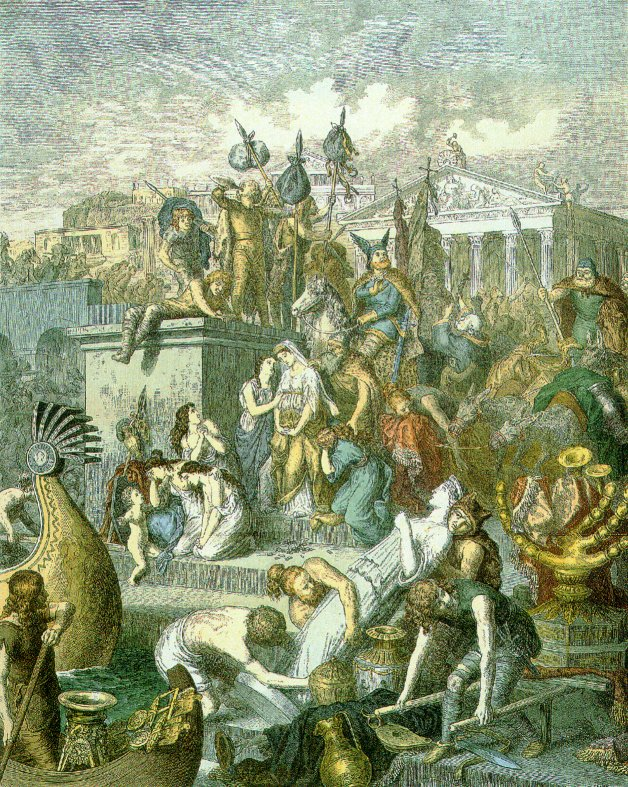
ヴァンダル人のローマ略奪（455年）

ヴァンダル人（ヴァンダルじん、Vandal）は、古代末期にゲルマニアから北アフリカに移住した民族。ローマ領外の蛮族による民族移動時代にローマ領内へ侵入して北アフリカにまで進軍し、カルタゴを首都とするヴァンダル王国を建国した。彼らが北アフリカに進出する前に一時的に定着したスペインのアンダルシア（もともとはVandalusiaと綴った）や、破壊行為を意味するヴァンダリズムの語源ともなっている。

## ヴァンダル人の起源

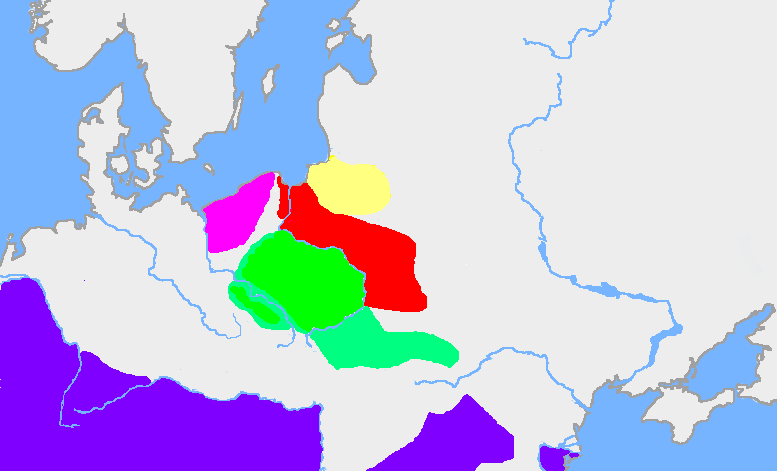
プシェヴォルスク文化（黄緑とその南の明るい緑）。
赤はゴート人のヴィェルバルク文化。
ピンクはゲルマン系（おそらくゴート人の起源）の（3世紀にデンプチン文化に発展）で
黄色はバルト系（おそらくAesti）の文化。
南方一帯の紺色はローマ帝国。

1世紀半ばの北部ヨーロッパ。
ヴァンダル人（ルギィ人）はVANDALEN/LUGIERと表示された緑色。

19世紀の研究により、ヴァンダル人は全体としてプシェヴォルスク文化に属することが判明した。また、リュージイ族（ルギイ、Lygier、Lugier、Lygians）との関係も議論されており、リュージイ族（ルギイ族）が後にヴァンダル人と呼ばれるようになったか、もしくはヴァンダル人は複数部族の連合体で、リュージイ族はその一つであるスラヴ系部族だったとするなど諸説ある。
スカンジナビア起源説によれば、のちにヴァンダル人のうちの一部を構成することになる部族は紀元前2世紀にバルト海を渡って現在のポーランド地域に到着し紀元前120年頃からシレジアに定住するようになったとされる。名前の類似性からノルウェーのハリングダール（Hallingdal）、スウェーデンのヴェンデル（Vendel）、デンマークのヴェンドシッセル（Vendsyssel）が彼らの故郷ではないかという意見が出されたことがあり、近世のゴート起源説ブームではヴァンダル人のスカンジナヴィア起源説が盛んに唱えられた。
しかしプシェヴォルスク文化はほぼ同じ一帯に広がっていたポメラニア文化の直接の発展形態であり、ポメラニア文化はゲルマン系でもスラヴ系でもなくイリュリア系とされるラウジッツ文化を基礎として、ウクライナから西へ進出して来たスラヴ系の文化（チェルノレス文化）の2つの文化系統が混合してできたものである事実から、ヴァンダル人からスラヴ系の系統を排除するスカンジナビア起源説は近現代のドイツやスカンジナビア諸国の人々による民族主義的な極論の類に過ぎず、このような政治的主張に学術的価値は全くない。さらにゴート人がスカンジナヴィア半島から来たという説（いわゆるゴート起源説）についても、発端はゴート人という部族名とスウェーデンのゴトランド島の名前が似ているというただそれだけのことであり、この説が事実であることを示唆する証拠は全くないため、この説が妥当である可能性はほとんどない。当時でもバルト海を越えた人の頻繁な往来はあったはずで、その意味では地理的名称の関連性も考えられないこともない。しかしオクシヴィエ文化の存在から、政治的な集団としてのゴート族の起源はスカンジナヴィアではなく、このオクシヴィエ文化の広がっていたバルト海南岸地方であると推定される。
またゲルマン語派の起源もスカンジナヴィアではなく、現在のドイツ北部一帯に広まっていたヤストルフ文化の地域であった可能性が濃厚である。ゲルマン語派を決定するグリムの法則による言語の変化がヤストルフ文化で起こったと指摘する者もいる。オクシヴィエ文化は、ヤストルフ文化がポメラニア文化に進出した地域（現在のポーランドのポモージェ県と西ポモージェ県）で両者が融合して発生するが、このオクシヴィエ文化こそが最初期のゴート族の文化と考えられる。ゴート族は実際は異なる文化をもつ部族の連合体であったらしく、ゲルマン系の特徴である埋葬法に加え、ポメラニア文化・プシェヴォルスク文化・チェルノレス文化にも共通する、スラヴ系に特徴的な埋葬の習慣もある。そしてポメラニア文化のうちヤストルフ文化の影響を受けなかった、ヤストルフ文化の影響が希薄だった地域（現在のポーランドの中部と南部一帯）でポメラニア文化がそのままプシェヴォルスク文化に移行したことから、このプシェヴォルスク文化がヴァンダル人の文化と考えられる。プシェヴォルスク文化の埋葬形式は火葬で、独特の骨壺を使用しており、かつ他の考古学的特徴は東方のザルビンツィ文化のものと酷似している。これはヴァンダル人が当時のスラヴ人のうちの西方集団であった可能性が濃厚であることを示唆する。ヴァンダル人は98年に、ゲルマニア地方を流れるオーデル川とヴィスワ川の間に彼らが居たことが、ローマの歴史家タキトゥスや後の歴史家によって記録されている。

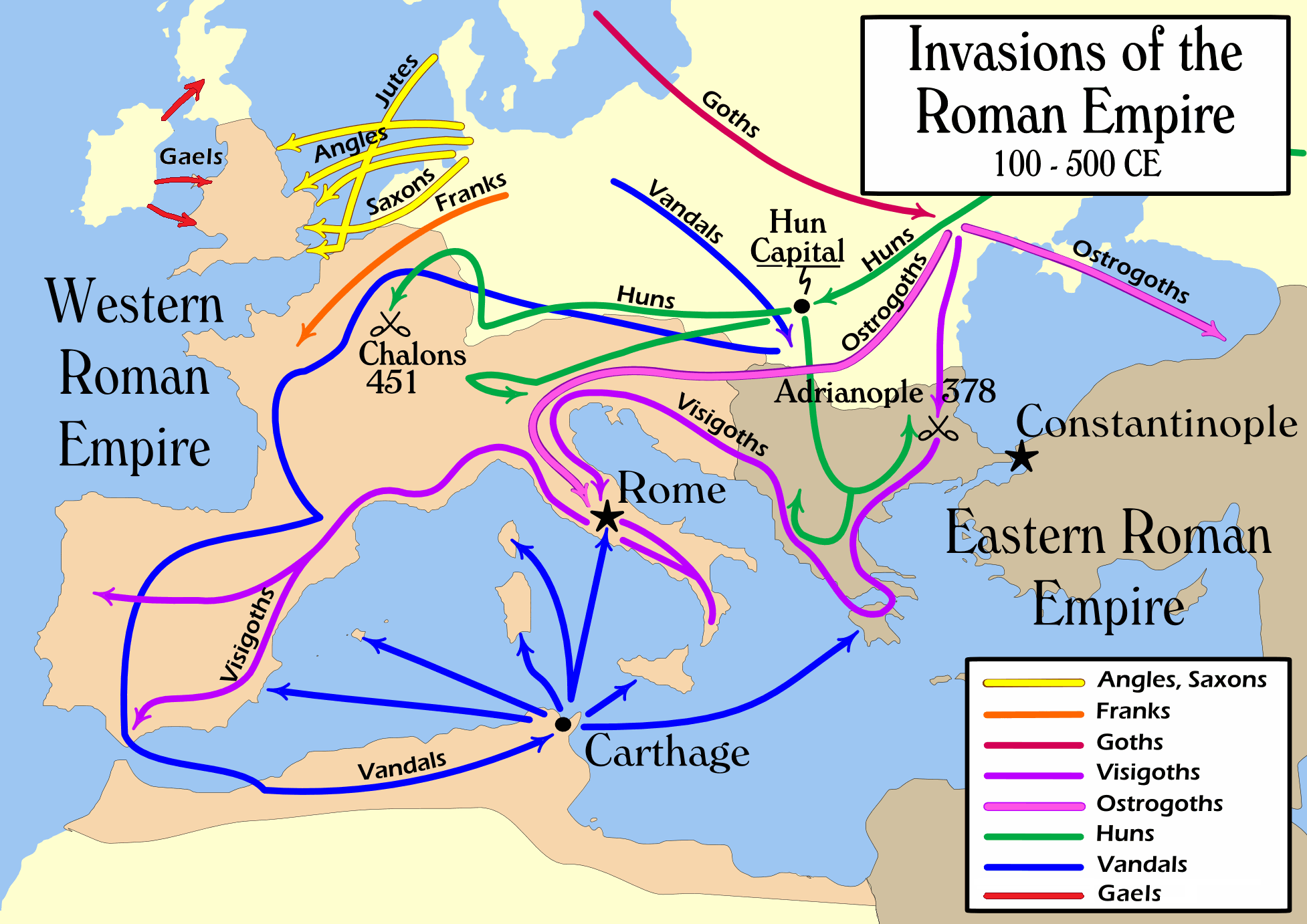
5世紀の民族大移動。青がヴァンダル人

ヴァンダル人は、シリンジイ（Silingii）とハスディンジイ（Hasdingii）の2つの系統に分けられる。シリンジイは、ゲルマニア・マグナ（いわゆるゲルマニア）のうち、後にシレジアと呼ばれるようになった地域とその周辺に何世紀にも渡って住んでいた。2世紀に、ハスディンジイは、王のラウスとラプトに率いられて南に移動し、西隣のサルマタイ人の協力を得て、ドナウ川下流でローマ帝国を攻撃しはじめた（マルコマンニ戦争の発端）。その後、ローマ帝国と和睦しルーマニアの西ダキアとハンガリーに定着した。ヴァンダル人はローマ帝国内にも移住し、それらの家族のなかにはローマの高官となった者もいる。西ローマ帝国軍最高司令官を務め数々の大戦争に勝利した名宰相のフラウィウス・スティリコは、父がヴァンダル人、母がローマ人であった。スティリコはその華々しい活躍を妬んだ宮廷内の政治的敵対者たちの陰謀でいわれなき罪を着せられ、ホノリウス帝への弁明のために赴いたラヴェンナで粛清された悲劇の名将として知られている。彼は、自分がいくら懸命にローマのために働いても他のローマ人から常にどこか差別的な目で見られていたことを自覚していたという。
400年から401年にかけて、おそらくフン族の侵入によって、ゴディギゼル王のもとヴァンダル人はスエビ族やサルマタイ人のアラン族と一緒に西方への移動を開始した。シリンジイはのちに彼らに加わった。この頃、すでにハスディンジイはキリスト教化されていた。ゴート族の初期と同じように彼らも、イエス・キリストは父なる神と等しい存在ではないとするアリウス主義を取り入れていたが、イエス・キリストは神に最も近い存在として特別に創造されたものだとしていた。これは、ローマ帝国において主流であったキリスト教の信仰とは正反対のものであった。ヴァンダル人はドナウ川沿いに西方へと移動したが、ライン川にたどりついた辺りで、北ガリアにあるローマ帝国の属国にいたフランク族の抵抗にあった。この戦いによって、ゴディギゼル王を含めて2万人のヴァンダル人が死亡したが、アラン族の助けを借りてなんとかフランク族を負かすことができた。
406年12月31日、ヴァンダル人は凍結したライン川を渡り、ガリアに侵入した。ゴディギゼルの息子グンデリク王率いるヴァンダル人は、ガリアの西や南へ略奪して回った。409年10月、ピレネー山脈を越えてスペインに入った。そこは、ローマ帝国から建国を許された土地であった。アラン族がポルトガルとカルタヘナ一帯を領有し、ヴァンダル人はガリシアとアンダルシアを得た。しかし、スエビ族がガリシアの一部を支配し続け、また西ゴート族がローマ帝国からフランス南部の土地を受け取る前にスペインに侵入し、ヴァンダル人やアラン人との紛争の原因となっていた。

## ヴァンダル王国

### ゲイセリックとヴァンダル王国建国

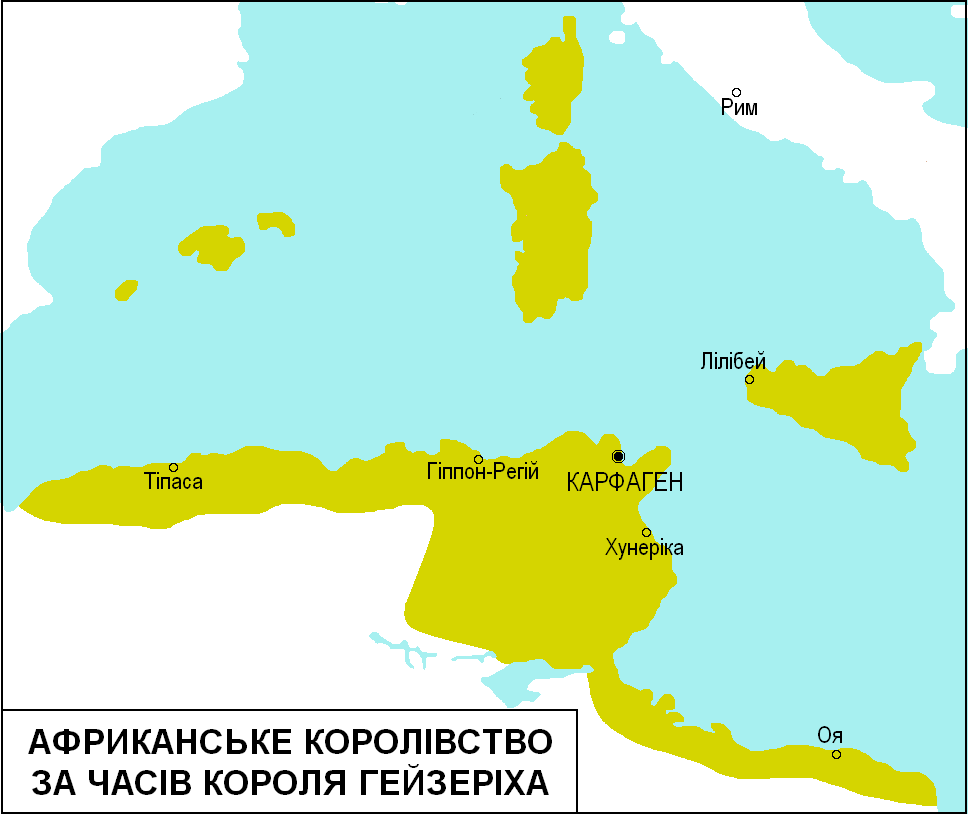
ヴァンダル王国（470年）

グンデリクの兄弟ゲイセリック（ガイセリック）は、艦隊の建造を始めた。38歳のゲイセリックが王になった後の429年、ジブラルタル海峡を渡り、アフリカ沿岸をカルタゴに向かって東方に移動しはじめた。435年に、ローマ帝国は北アフリカのいくつかの領土を彼らに与えたが、439年、ヴァンダル人は自らカルタゴを占領した。ゲイセリックはここにヴァンダル人とアラン人（一部のサルマタイ人）からなるヴァンダル王国を建国した。この王国は地中海における一大勢力となり、シチリア島、サルデニア島、コルシカ島、バレアレス諸島を征服している。
455年には、ローマを占領し、468年には彼らを征服するために派遣されたバシリスクス率いる東ローマ帝国艦隊を壊滅させた。477年、ゲイセリックが死去するとその息子フネリックが王となった。彼の治世には、ミトラ教とカトリック教会への迫害があったことで有名である。フネリックの次の王グンタムント（484年-496年）は、カトリックへの迫害を止め、平和的な関係を実現しようとした。

### ヴァンダル王国の衰退
ゲイセリックの死によって、ヴァンダル王国の対外的な力は衰え出した。グンタムント王は、東ゴート族によってシチリア島の大半を失い、また増大するムーア人の侵入に押されている状況にあった。ヒルデリック王（在位523年-530年）は、先のローマ占領の際に連れてこられた西ローマ帝国の皇女の血を引いていたため最もカトリック教寄りの王であったが、戦争にはほとんど興味がなく、身内のホアメル（英: Hoamer）に任せていた。ホアメルがムーア人との戦争に敗北すると、王家の一部が反乱を起こし、ゲリメル（在位530年-533年）が王位に就いた。ヒルデリックやホアメルらは牢獄に入れられた。

### ヴァンダル王国の滅亡
かねてよりローマ帝国の復興を企図していた東ローマ帝国の皇帝ユスティニアヌス1世は、西ローマ帝国の血を引くヒルデリック王が倒されたことを口実にヴァンダル王国に対する戦争を開始し、サーサーン朝ペルシャとの戦いで活躍したベリサリウス将軍を派遣した。ヴァンダル王国の艦隊のほとんどがサルデニア島の反乱の鎮圧に赴いていることを知ったベリサリウス将軍は、
迅速に移動してチュニジアに上陸し、カルタゴに入城した。533年晩夏、ゲリメル王はカルタゴの南10マイルの所でベリサリウス将軍と戦った。（アド・デキムムの戦い）ヴァンダル王国軍は敵を包囲しようとしたが、各隊の連携が取れずに失敗し、敗れた。ベリサリウスは、残党と戦う一方で、すばやくカルタゴを占領した。533年12月15日、カルタゴから20マイルほどのトリカマルムで再び両軍は会戦した（トリカマルムの戦い）。そしてまたもやヴァンダル軍は敗れ、戦闘の最中にゲリメルの兄弟ツァツォが捕らえられてしまった。
ベリサリウスはすぐさま、ヴァンダル王国第二の都市ヒッポに軍を進めた。534年、ゲリメルは降伏し、ヴァンダル王国は滅亡した。

### 宗教問題
ヴァンダル人のアリウス主義とカトリック主義やドナティストたちの混在は、アフリカ国内における絶えざる火種となっていた。
ヒルデリックを除くほとんどのヴァンダル王は、程度の差はあれ、カトリック教徒を迫害した。フネリックの治世の最後の数ヶ月は例外として、カトリック教徒はめったに公に禁止されることはなかったが、ヴァンダル人へ布教することは許されず、その聖職者たちの扱いも良いものではなかった。

## ヴァンダル人達のその後
中世より、ヴァンダル人はポーランド人とチェコ人をはじめとした西スラヴ人の主要な先祖を構成しているのではないかという通念がある（プロト西スラヴ人）。
実際に、一部のヴァンダル人は東ドイツや、レグニツァやグウォグフなどのあるシレジアにかけての地域に戻っている。この移動は、のちのヴァンダロルム国（regionem Wandalorum）とともに記録に残されており、そこで7世紀にはフランク王国のピピン1世がヴァンダル人と出会っている。これはヴァンダル王国が滅亡してからたった1世紀後のことである。
8世紀にカール大帝が自らポラーブ人（西スラヴ系の部族）を平定した時、彼らを「ヴァンダル人」と呼んでいる。990年ごろのフランクの歴史家であるアウクスブルクのゲルハルトはその著書の中でポーランド公ミェシュコ1世をヴァンダロルム国の公と呼んでいる。1056年の歴史書Annales Augustaniでは、ザクセン人が隣接するスラヴ部族との戦争（ポーランドのボレスワフ1世とのドイツ・ポーランド戦争）で大敗北したことについて「ザクセン人はヴァンダル人に討たれた。」と書かれている。11世紀の歴史家であるブレーメンのアダムは「ゲルマニアのうちで最も広大な地方であるスラーヴィアにはヴィンニル人が住んでいるが、彼らは正式にはヴァンダル人と呼ばれる。スラーヴィアはザクセンよりも広く、ボヘミア族（チェコ人）とポラン族（ポーランド人）が住んでいる。このボヘミア族とポラン族の習俗や言語は互いにまったく同じである。」と書いている。12世紀のクラクフ（ポーランド）の歴史家ヴィンツェンティ・カドゥウベックは「ポーランドの人々は昔はヴァンダル人と呼ばれた。これはヴィスワ川の古名であるヴァンドゥルス川（ポーランド語: Vandalus）から来ているが、このヴァンドゥルスという川の名は、その昔ここに身を投げて亡くなったポーランドの古い部族の姫の名ヴァンダに由来する。」と述べている。12世紀のイギリスの歴史家であるティルバリーのジャーヴァジーは、「ポーランド人はヴァンダル人と呼ばれている。」と書いている。
ドイツからポーランドにかけてのこの地域は、今でもドイツではヴァンダロルムと呼ばれている。ポーランドとチェコの古い伝説ではヴァンダル人と推測されるレフ（ポーランド人の古名レフ族）とチェフ（チェコ族）という双子の兄弟がおり、レフはシレジアから北方へ向かってヴィエルコポルスカ地方に定住し、チェフは南方へ向かってボヘミア地方に定住したとされる。
近世にはロシアの国家起源にヴァンダル人を結びつける主張もでてきた（ヴァンダル＝ヴァリャーグ説）。16世紀の神聖ローマ帝国の大使ジギスムント・フォン・ヘルベルシュタインは、その著作で、「ヴァンダル人はルーシの言葉を使い、ルーシの宗教を持っていた」と記し、「ロシア人はヴァグリヤの地から言葉も習俗も宗教も違っていた異民族のヴァンダル人つまりヴァリャーグを呼び寄せ権力を委ねたのだと私は考える」と自説を述べている。ヘルベルシュタインの記述から、ロシアの学者の中には、ヴァリャーグはノルマン人ではなくスラヴ化したヴァンダル人、即ちヴェンド人であると唱える者がいる。先のポーランドとチェコに伝わるレフとチェフの兄弟伝説は、近世になるとレフ・チェフ・ルス三兄弟の伝説として書き換えられ、レフはシレジアから北方へ向かってヴィエルコポルスカ地方に定住し、チェフは南方へ向かってボヘミア地方定住し、そしてルスはるか東方へ向かって行ってルーシ地方すなわちロシアに定住したとされた。
東ゴート族のテオドリック大王と西ゴート族の指導者は、ヴァンダル人やブルグント人、クローヴィス1世を王とするフランク王国との政略結婚によって同盟関係を結び、生き残りを計った。
後年、スウェーデンの伝承では、北アフリカに達したヴァンダル人と、アジア、ヨーロッパを席巻したゴート族が、スウェーデン人（スヴェーア人）の先祖であると言うゴート起源説（古ゴート主義）が生まれた。他にも21世紀初頭に断絶したメクレンブルク家は祖先をヴァンダル人の王とし、13世紀までに「ヴァンダル人の王」と名乗っていた。

## 歴代君主
1. ガイセリック（439年－477年）
2. フネリック（477年－484年）
3. グンタムント（英語版）（484年－496年）
4. トラサムント（英語版）（496年－523年）
5. ヒルデリック（英語版）（523年－530年）
6. ゲリメル（530年－534年）

## 関連書籍
- 松谷健二 『ヴァンダル興亡史 - 地中海制覇の夢』 白水社、1995年9月。ISBN 978-4-560-02891-9。
  - のち文庫化。松谷健二 『ヴァンダル興亡史 - 地中海制覇の夢』 中央公論新社〈中公文庫BIBLIO B7-5〉、2007年3月。ISBN 978-4-12-204824-9。